# امامزاده سید سلطان محمد
امامزاده سید سلطان محمد ( پیرچوگان ) واقع در بخش مرکزی از توابع شهرستان رودان در استان هرمزگان و یکی از نقاط دیدنی استان هرمزگان در جنوب ایران است.